# Велика черепаха Кантора
Велика черепаха Кантора (Pelochelys cantorii) — вид черепах з роду Великі м'якотілі черепахи родини Трикігтеві черепахи. Інша назва «азійська велетенська м'якотіла черепаха».

## Опис
Карапакс завдовжки від 129 до 200 см, вага сягає 50 кг. Голова коротка та широка з дуже маленьким хоботком. Морда дещо загострена. Панцир дуже плаский, нагадує млинець. Кінцівки дуже великі, особливо передні.
Панцир дорослих особин має оливкове або коричневе забарвлення без малюнка. Шия і кінцівки такого ж забарвлення. У молодих черепах на панцирі є темні плями і жовтий обідок з темними цятками на голові.

## Спосіб життя
Полюбляє прісноводні струмки і глибокі повільні річки, зазвичай далеко від моря. Черепаха дуже багато часу проводить під водою, вдихаючи повітря глоткою. Харчується рибою, крабами, креветками, молюсками і деякими водними рослинами.
Відкладання яєць відбувається з лютого по березень. У кладці від 20 до 28 сферичних яєць діаметром 30—35 мм.

## Розповсюдження
Мешкає на території південно—східної Азії: від Індії до південного Китаю, включаючи Хайнань і на південь через Таїланд і В'єтнам до Малайзії, західної Індонезії (включаючи Яву та Калімантан), Філіппін, північної частини о. Нова Гвінея.
Деякий час ця черепаха вважалася повністю вимерлою, її востаннє бачили в Камбоджі у 2003 році. Проте 2007 році під час обстеження одного з районів на річці Меконг у Камбоджі, уздовж ділянки річки завдовжки 48 км знайшли декілька черепах. Спочатку була виявлена кладка яєць, а потім згодом самиця вагою 11 кг.